# Het risico van de opvoeding
Het risico van de opvoeding (Il rischio educativo) is de titel van het boek van de Italiaanse katholieke priester Luigi Giussani, stichter van Gemeenschap en Bevrijding. Het is een van zijn belangrijkste werken en het eerste dat in het Nederlands is uitgegeven. Het boek is vertaald in dertien talen en onderwerp geweest van diverse internationale conferenties.

## Publicatie
Het boek werd in 1977 voor het eerst uitgegeven door de Milanese uitgeverij Jaca Book. In 1988 en 1994 gaf Jaca Book herziene versies uit. In 1995 verzorgt Società Editrice Internazionale (SEI) een bijgewerkte uitgave en in 2005 werd een gewijzigde editie gepubliceerd door de uitgeverij Rizzoli. Het boek is vertaald in de volgende dertien talen: Engels, Frans, Duits, Spaans, Portugees, Arabisch, Russisch, Pools, Roemeens, Hongaars, Tsjechisch, Albanees en Cambodjaans. Het boek werd in 2011 uitgegeven in het Nederlands door Stichting Levende Mens en in oktober van dat jaar gepresenteerd in 's-Hertogenbosch.

## Inhoud
De constitutieve factoren van het educatieve voorstel van de auteur zijn de communicatie van een traditie, in een sociale werkelijkheid waarin die getoetst kan worden door de ervaring en middels de vrijheid voor de persoon om elk aspect van de werkelijkheid kritisch te beoordelen. Door het 'risico' van de confrontatie met de omgeving ontwikkelt de persoonlijkheid van de degene die wordt opgevoed zich en wordt diens vrijheid verwezenlijkt.

## Varia
- In Milaan is in 2006 een culturele vereniging opgericht die de naam van het boek draagt en in lijn daarmee docenten van met name het lager en voortgezet onderwijs ondersteunt.[3]
- De Nederlandse ambassadeur was in 2009 bij het symposium over The Risk of Education. Witness bij gelegenheid van de opening van het Permanent Centre for Education in Kampala (Kenya).[4]
- In 2015 was 'Het risico van de opvoeding' (Das Wagnis der Erziehung) het thema op de jaarlijkse Rhein-Meeting in Keulen.[5]